# Stati centrali del nord-est
Stati centrali del nord-est (in inglese East North Central States) è una regione censuaria degli Stati Uniti d'America. Insieme agli Stati centrali del nord-ovest forma la regione del Midwest.

## Composizione
Secondo lo United States Census Bureau, gli Stati che fanno parte della regione centrale del nord-est sono:
- Illinois
- Indiana
- Michigan
- Ohio
- Wisconsin